# Municipio de Cerro Gordo (Minnesota)
El municipio de Cerro Gordo (en inglés: Cerro Gordo Township) es un municipio ubicado en el condado de Lac qui Parle en el estado estadounidense de Minnesota. En el año 2010 tenía una población de 197 habitantes y una densidad poblacional de 2,11 personas por km².

## Geografía
El municipio de Cerro Gordo se encuentra ubicado en las coordenadas 45°0′56″N 96°3′10″O / 45.01556, -96.05278. Según la Oficina del Censo de los Estados Unidos, el municipio tiene una superficie total de 93.25 km², de la cual 93,09 km² corresponden a tierra firme y (0,17 %) 0,16 km² es agua.

## Demografía
Según el censo de 2010, había 197 personas residiendo en el municipio de Cerro Gordo. La densidad de población era de 2,11 hab./km². De los 197 habitantes, el municipio de Cerro Gordo estaba compuesto por el 93,91 % blancos, el 2,03 % eran afroamericanos, el 0,51 % eran amerindios, el 1,02 % eran asiáticos y el 2,54 % eran de una mezcla de razas. Del total de la población el 1,02 % eran hispanos o latinos de cualquier raza.